# 西德蘭 (佛羅里達州)
西德蘭（英語：West DeLand）是位於美國佛羅里達州福祿喜雅縣的一個人口普查指定地區。

## 地理
西德蘭的座標為29°01′07″N 81°19′44″W / 29.01861°N 81.32889°W，而該地最高點為海拔高度15米（即49英尺）。

## 人口
根據2010年美國人口普查的數據，西德蘭的面積為6.10平方千米，當中陸地面積為6.10平方千米，而水域面積為0.00平方千米。當地共有人口3535人，而人口密度為每平方千米579人。